# Kanton Argueil
Kanton Argueil is een voormalig kanton van het Franse departement Seine-Maritime. Het kanton maakte deel uit van het arrondissement Dieppe. Het werd opgeheven bij decreet van 27 februari 2014 met uitwerking in maart 2015.

## Gemeenten
Het kanton Argueil omvatte de volgende gemeenten:
- Argueil (hoofdplaats)
- Beauvoir-en-Lyons
- La Chapelle-Saint-Ouen
- Croisy-sur-Andelle
- La Feuillie
- Fry
- La Hallotière
- La Haye
- Hodeng-Hodenger
- Mésangueville
- Le Mesnil-Lieubray
- Morville-sur-Andelle
- Nolléval
- Sigy-en-Bray